# Tom Santschi
Tom Santschi, nato Paul William Santschi (Crystal City, 24 ottobre 1880 – Los Angeles, 9 aprile 1931), è stato un attore e regista statunitense.
Usò spesso altri pseudonimi come Wm. T. Santshi

## Filmografia

### Attore

#### 1908
- The Spirit of '76, regia di Francis Boggs - cortometraggio (1908)

#### 1909
- The Tenderfoot, regia di Francis Boggs - cortometraggio (1909)
- Boots and Saddles, regia di Francis Boggs - cortometraggio (1909)
- Mephisto and the Maiden, regia di Francis Boggs - cortometraggio (1909)
- In the Badlands, regia di Francis Boggs - cortometraggio (1909)
- In the Sultan's Power, regia di Francis Boggs - cortometraggio (1909)
- Ben's Kid, regia di Francis Boggs - cortometraggio (1909)
- The Heart of a Race Tout, regia di Francis Boggs - cortometraggio (1909)
- Briton and Boer, regia di Francis Boggs - cortometraggio (1909)
- Up San Juan Hill, regia di Francis Boggs - cortometraggio (1909)
- On the Border, regia di Francis Boggs - cortometraggio (1909)

#### 1910
- Pride of the Range, regia di Francis Boggs - cortometraggio (1910)
- The Courtship of Miles Standish, regia di Otis Turner - cortometraggio (1910)
- The Roman, regia di Francis Boggs - cortometraggio (1910)
- The Girls of the Range, regia di Francis Boggs (1910) - cortometraggio (1910)
- Across the Plains, regia di Francis Boggs - cortometraggio (1910)
- Davy Crockett, regia di Francis Boggs - cortometraggio (1910)
- In the Great Northwest, regia di Francis Boggs - cortometraggio  (1910)
- Mazeppa, or the Wild Horse of Tartary, regia di Francis Boggs - cortometraggio (1910)
- The Sergeant, regia di Francis Boggs - cortometraggio (1910)
- A Tale of the Sea, regia di Francis Boggs - cortometraggio (1910)

#### 1911
- The Curse of the Redman, regia di Francis Boggs -  cortometraggio (1911)
- In Old California When the Gringos Came, regia di Francis Boggs - cortometraggio (1911)
- Back to the Primitive, regia di Francis Boggs e Otis Turner - cortometraggio (1911)
- Stability vs. Nobility, regia di Hobart Bosworth - cortometraggio (1911)
- One of Nature's Noblemen, regia di Francis Boggs - cortometraggio (1911)
- The Novice, regia di Francis Boggs - cortometraggio (1911)
- Range Pals, regia di Francis Boggs - cortometraggio (1911)
- The Profligate, regia di Francis Boggs - cortometraggio (1911)
- Slick's Romance, regia di Francis Boggs - cortometraggio (1911)
- Their Only Son, regia di Francis Boggs - cortometraggio (1911)
- The Regeneration of Apache Kid, regia di Francis Boggs - cortometraggio (1911)
- The Blacksmith's Love, regia di Francis Boggs - cortometraggio (1911)
- Saved from the Snow, regia di Hobart Bosworth - cortometraggio (1911)
- Through Fire and Smoke, regia di Francis Boggs - cortometraggio (1911)
- How Algy Captured a Wild Man, regia di Francis Boggs - cortometraggio (1911)
- A Cup of Cold Water, regia di Hobart Bosworth - cortometraggio (1911)
- Shipwrecked, regia di Francis Boggs - cortometraggio (1911)
- The Rival Stage Lines, regia di Francis Boggs - cortometraggio (1911)
- Making a Man of Him, regia di Francis Boggs - cortometraggio (1911)
- Lost in the Jungle, regia di Otis Turner - cortometraggio (1911)
- Captain Brand's Wife, regia di Francis Boggs - cortometraggio (1911)
- The Coquette, regia di Francis Boggs - cortometraggio (1911)
- Old Billy, regia di Francis Boggs - cortometraggio (1911)
- Lieutenant Grey of the Confederacy, regia di Francis Boggs - cortometraggio (1911)
- The Bootlegger, regia di Hobart Bosworth - cortometraggio (1911)
- The New Superintendent, regia di Francis Boggs - cortometraggio (1911)
- The Night Herder, regia di Frank Montgomery - cortometraggio (1911)
- Blackbeard, regia di Francis Boggs - cortometraggio (1911)
- The Right Name, But the Wrong Man, regia di Frank Montgomery - cortometraggio (1911)
- The Maid at the Helm, regia di Francis Boggs - cortometraggio (1911)
- Evangeline, regia di Hobart Bosworth - cortometraggio (1911)

#### 1912
- The Cowboy's Adopted Child, regia di Frank Montgomery - cortometraggio (1912)
- The Mate of the Alden Bessie, regia di Hobart Bosworth - cortometraggio (1912)
- The Secret Wedding, regia di Frank Montgomery - cortometraggio (1912)
- The Bandit's Mask, regia di Frank Montgomery - cortometraggio (1912)
- Me an' Bill, regia di Colin Campbell - cortometraggio (1912)
- A Diplomat Interrupted, regia di Frank Montgomery - cortometraggio (1912)
- The Little Stowaway, regia di Frank Montgomery - cortometraggio (1912)
- A Broken Spur, regia di Frank Montgomery - cortometraggio (1912)
- The Danites, regia di Francis Boggs - cortometraggio (1912)
- The Shrinking Rawhide, regia di Frank Montgomery - cortometraggio (1912)
- A Crucial Test, regia di Frank Montgomery - cortometraggio (1912)
- The Ones Who Suffer, regia di Colin Campbell - cortometraggio (1912)
- A Waif of the Sea, regia di Colin Campbell - cortometraggio (1912)
- Darkfeather's Strategy, regia di Frank Montgomery - cortometraggio (1912)
- Bessie's Dream, regia di Colin Campbell - cortometraggio (1912)
- The New Woman and the Lion, regia di Colin Campbell - cortometraggio (1912)
- A Humble Hero, regia di Frank Montgomery - cortometraggio (1912)
- The Love of an Island Maid, regia di Colin Campbell - cortometraggio (1912)
- Rivals, regia di Colin Campbell - cortometraggio (1912)
- A Reconstructed Rebel, regia di Colin Campbell - cortometraggio (1912)
- The Price of Art, regia di Colin Campbell - cortometraggio (1912)
- The Vision Beautiful, regia di Colin Campbell - cortometraggio (1912)
- The Professor's Wooing, regia di Colin Campbell - cortometraggio (1912)
- The Lake of Dreams, regia di Fred Huntley - cortometraggio (1912)
- His Masterpiece, regia di Colin Campbell - cortometraggio (1912)
- The Polo Substitute, regia di Colin Campbell - cortometraggio (1912)
- The Little Indian Martyr, regia di Colin Campbell - cortometraggio (1912)
- Sergeant Byrne of the Northwest Mounted Police, regia di Colin Campbell - cortometraggio (1912)
- The Indelible Stain, regia di Colin Campbell - cortometraggio (1912)
- Partners, regia di Colin Campbell - cortometraggio (1912)
- The Pity of It, regia di Colin Campbell - cortometraggio (1912)
- The Great Drought, regia di Colin Campbell - cortometraggio (1912)
- Euchred, regia di Colin Campbell - cortometraggio (1912)
- Monte Cristo, regia di Colin Campbell - cortometraggio (1912)
- The Shuttle of Fate, regia di Colin Campbell - cortometraggio (1912)
- The Fisherboy's Faith, regia di Colin Campbell - cortometraggio (1912)
- His Wedding Eve, regia di Colin Campbell - cortometraggio (1912)
- Carmen of the Isles, regia di Colin Campbell - cortometraggio (1912)
- Kings of the Forest, regia di Colin Campbell - cortometraggio (1912)
- Old Songs and Memories, regia di Colin Campbell - cortometraggio (1912)
- Shanghaied, regia di Colin Campbell - cortometraggio (1912)
- Mike's Brainstorm, regia di Colin Campbell - cortometraggio (1912)
- The Triangle, regia di Colin Campbell - cortometraggio (1912)
- The God of Gold, regia di Colin Campbell - cortometraggio (1912)
- Opitsah: Apache for Sweetheart, regia di Colin Campbell - cortometraggio (1912)
- Sammy Orpheus; or, The Pied Piper of the Jungle, regia di Colin Campbell - cortometraggio (1912)
- The Last of Her Tribe, regia di Colin Campbell - cortometraggio (1912)
- The Little Organ Player of San Juan, regia di Colin Campbell - cortometraggio (1912)

#### 1913
- Greater Wealth, regia di Colin Campbell - cortometraggio (1913)
- Whose Wife Is This?, regia di Colin Campbell - cortometraggio (1913)
- A Revolutionary Romance, regia di Colin Campbell - cortometraggio (1913)
- The Three Wise Men, regia di Colin Campbell - cortometraggio (1913)
- A Little Hero, regia di Colin Campbell - cortometraggio (1913)
- The Early Bird, regia di Colin Camdipbell - cortometraggio (1913)
- The Flaming Forge, regia di Colin Campbell - cortometraggio (1913)
- The Dancer's Redemption, regia di Colin Campbell - cortometraggio (1913)
- Sally in Our Alley, regia di Colin Campbell - cortometraggio (1913)
- A Prisoner of Cabanas, regia di Colin Campbell - cortometraggio (1913)
- Vengeance Is Mine, regia di Colin Campbell - cortometraggio (1913)
- Alas! Poor Yorick!, regia di Colin Campbell - cortometraggio (1913)
- Dollar Down, Dollar a Week, regia di Colin Campbell - cortometraggio (1913)
- Hiram Buys an Auto, regia di Colin Campbell - cortometraggio (1913)
- An Old Actor, regia di Colin Campbell - cortometraggio (1913)
- In the Long Ago, regia di Colin Campbell - cortometraggio (1913)
- Wamba, a Child of the Jungle, regia di Colin Campbell - cortometraggio (1913)
- The Wordless Message, regia di Colin Campbell - cortometraggio (1913)
- Alone in the Jungle, regia di Colin Campbell - cortometraggio (1913)
- When Lillian Was Little Red Riding Hood, regia di Colin Campbell - cortometraggio (1913)
- When Men Forget, regia di Colin Campbell - cortometraggio (1913)
- A Wild Ride, regia di Colin Campbell - cortometraggio (1913)
- Man and His Other Self, regia di Lem B. Parker - cortometraggio (1913)
- The Mansion of Misery, regia di Lem B. Parker - cortometraggio (1913)
- The Redemption of Railroad Jack, regia di E.A. Martin - cortometraggio (1913)
- As a Father Spareth His Son, regia di Fred Huntley - cortometraggio (1913)
- Thor, Lord of the Jungles, regia di Colin Campbell - cortometraggio (1913)
- Hope, regia di Colin Campbell - cortometraggio (1913)
- The Quality of Mercy, regia di Norval MacGregor - cortometraggio (1913)
- The Adventures of Kathlyn, regia di Francis J. Grandon - serial cinematografico (1913)

#### 1914
- At Cross Purposes, regia di Norval MacGregor - cortometraggio (1914)
- The Two Ordeals, regia di Francis J. Grandon - cortometraggio (1914)
- The Temple of the Lion, regia di Francis J. Grandon - cortometraggio (1914)
- Bringing Up Hubby, regia di Francis J. Grandon - cortometraggio (1914)
- The Royal Slave, regia di Francis J. Grandon - cortometraggio (1914)
- A Colonel in Chains, regia di Francis J. Grandon - cortometraggio (1914)
- King Baby's Birthday, regia di Norval MacGregor - cortometraggio (1914)
- Three Bags of Silver, regia di Francis J. Grandon - cortometraggio (1914)
- The Garden of Brides, regia di Francis J. Grandon - cortometraggio (1914)
- The Spoilers, regia di Colin Campbell (1914)
- The Cruel Crown, regia di Francis J. Grandon - cortometraggio (1914)
- The Spellbound Multitude, regia di Francis J. Grandon - cortometraggio (1914)
- The Warrior Maid, regia di Francis J. Grandon - cortometraggio (1914)
- The Forged Parchment, regia di Francis J. Grandon - cortometraggio (1914)
- The King's Will, regia di Francis J. Grandon - cortometraggio (1914)
- Rose o' My Heart, regia di Tom Santschi - cortometraggio (1914)
- The Court of Death, regia di Francis J. Grandon - cortometraggio (1914)
- The Leopard's Foundling, regia di Francis J. Grandon e Kathlyn Williams - cortometraggio (1914)
- The Empty Sleeve, regia di Tom Santschi - cortometraggio (1914)
- Caryl of the Mountains, regia di Tom Santschi - cortometraggio (1914))
- The Sealed Package, regia di Tom Santschi - cortometraggio (1914)
- Nan's Victory, regia di Tom Santschi - cortometraggio (1914)
- Life's Crucible, regia di Tom Santschi - cortometraggio (1914)
- At the Risk of His Life, regia di Tom Santschi - cortometraggio (1914)
- The Fifth Man, regia di Francis J. Grandon - cortometraggio (1914)
- The Dream Girl, regia di Tom Santschi - cortometraggio (1914)
- Playing with Fire, regia di Tom Santschi - cortometraggio (1914)
- When His Ship Came In, regia di Tom Santschi - cortometraggio (1914)
- The Butterfly's Wings, regia di Tom Santschi - cortometraggio (1914)
- Unrest, regia di Tom Santschi - cortometraggio (1914)
- The Abyss, regia di Thomas Santschi - cortometraggio (1914)
- The Test, regia di Tom Santschi - cortometraggio (1914)
- The Old Letter, regia di Tom Santschi - cortometraggio (1914)
- Bringing Up Baby, regia di Francis J. Grandon - cortometraggio (1914)
- The Royal Slave, regia di Francis J. Grandon - cortometraggio (1914)

#### 1915
- Lassoing a Lion, regia di Tom Santschi - cortometraggio (1915)
- Further Adventures of Sammy Orpheus, regia di Tom Santschi - cortometraggio (1915)
- His Fighting Blood, regia di Tom Santschi - cortometraggio (1915)
- The Primitive Way, regia di Tom Santschi - cortometraggio (1915)
- Just Like a Woman, regia di Tom Santschi - cortometraggio (1915)
- The Red Blood of Courage, regia di Tom Santschi - cortometraggio (1915)
- The Missing Ruby, regia di Tom Santschi - cortometraggio (1915)
- Aunt Mary, regia di Tom Santschi - cortometraggio (1915)
- The Great Experiment, regia di Tom Santschi - cortometraggio (1915)
- The Tyrant of the Veldt, regia di Tom Santschi - cortometraggio (1915)
- The Lion's Mate, regia di Tom Santschi - cortometraggio (1915)
- Love Finds a Way, regia di Tom Santschi - cortometraggio (1915)
- The Two Natures Within Him, regia di Tom Santschi - cortometraggio (1915)
- The Jaguar Trap, regia di Tom Santschi - cortometraggio (1915)
- How Callahan Cleaned Up Little Hell, regia di Tom Santschi - cortometraggio (1915)
- The Girl and the Reporter, regia di Tom Santschi - cortometraggio (1915)
- The Octopus, regia di Tom Santschi - cortometraggio (1915)
- The Heart of Paro, regia di Tom Santschi - cortometraggio (1915)
- In the King's Service, regia di Tom Santschi - cortometraggio (1915)
- The Blood Seedling, regia di Tom Santschi - cortometraggio (1915)
- A Sultana of the Desert, regia di Tom Santschi - cortometraggio (1915)
- Orders, regia di Tom Santschi - cortometraggio (1915)

#### 1916
- The Adventures of Kathlyn, regia di Francis J. Grandon (1916)
- The Regeneration of Jim Halsey, regia di Colin Campbell - cortometraggio (1916)
- The Three Wise Men, regia di Colin Campbell - cortometraggio (1916)
- The Country That God Forgot, regia di Marshall Neilan (1916)
- The Crisis, regia di Colin Campbell (1916)
- The Garden of Allah, regia di Colin Campbell (1916)

#### 1917
- Beware of Strangers, regia di Colin Campbell (1917)
- The Smoldering Spark, regia di Colin Campbell - cortometraggio (1917)
- A Man, a Girl, and a Lion, regia di Francis J. Grandon - cortometraggio, soggetto (1917)
- Her Perilous Ride, regia di Colin Campbell - cortometraggio (1917)
- Who Shall Take My Life?, regia di Colin Campbell (1917)
- The Smouldering Flame

#### 1918
- The City of Purple Dreams, regia di Colin Campbell (1918)
- The Still Alarm
- The Bonds That Tie
- Cardenia rossa (The Hell Cat), regia di Reginald Barker (1918)
- Little Orphant Annie, regia di Colin Campbell (1918)
- Code of the Yukon

#### 1919
- Shadows
- The Railroader
- The Love That Dares, regia di Harry F. Millarde (1919)
- The Stronger Vow
- In Search of Arcady
- Rose of the West
- The Broken Commandments
- Her Kingdom of Dreams
- Eve in Exile, regia di Burton George (1919)

#### 1920
- The Cradle of Courage
- The North Wind's Malice

#### 1921
- Beyond the Trail
- The Impostor
- The Death Trap
- The Tempest, regia di Robert N. Bradbury (1921)
- The Desert Wolf
- LaRue of Phantom Valley
- The Sage-Brush Musketeers
- The Secret of Butte Ridge
- The Sheriff of Mojave
- The Wolver
- Mother o' Dreams
- Lorraine of the Timberlands
- The Honor of Rameriz
- The Spirit of the Lake
- The Heart of Doreon

#### 1922
- Two Kinds of Women
- Daring Danger
- It Is the Law
- Seeing Red
- Daring Dangers
- Two Men
- The Hour of Doom
- A Guilty Cause
- At Large
- Found Guilty

#### 1923
- Brass Commandments
- Are You a Failure?
- Is Divorce a Failure?
- Tipped Off
- Alba tonante (Thundering Dawn), regia di Harry Garson (1923)

#### 1924
- The Storm Daughter
- The Plunderer, regia di George Archainbaud (1924)
- The Right of the Strongest
- Little Robinson Crusoe
- Life's Greatest Game
- The Street of Tears

#### 1925
- Flaming Love
- Metropoli in fiamme (Barriers Burned Away), regia di W. S. Van Dyke (1925)
- The Night Ship, regia di Henry McCarty (1925)
- Beyond the Border
- My Neighbor's Wife, regia di Clarence Geldart (1925)
- Paths to Paradise
- The Pride of the Force
- The Primrose Path, regia di Harry Hoyt (1925)

#### 1926
- My Own Pal
- Siberia, regia di Victor Schertzinger (1926)
- Hands Across the Border
- Her Honor, the Governor
- The Hidden Way
- I tre furfanti
- Forlorn River
- The Desert's Toll
- The Third Degree
- Jim, the Conqueror

#### 1927
- When a Man Loves
- The Overland Stage
- Hills of Kentucky
- Tracked by the Police
- The Eyes of the Totem
- The Land Beyond the Law
- Il re del sottosuolo
- The Cruise of the Hellion
- The Adventurous Soul
- The Haunted Ship
- Land of the Lawless

#### 1928
- The Law and the Man
- Crashing Through
- Honor Bound, regia di Alfred E. Green (1928)
- Into No Man's Land
- Vultures of the Sea
- Isle of Lost Men
- Land of the Silver Fox
- Notte di tradimento

#### 1929
- The Yellow-Back
- The Wagon Master
- The Shannons of Broadway

#### 1930
- L'isola del paradiso (Paradise Island), regia di Bert Glennon (1930)
- The Spoilers
- Madame Du Barry
- The Fourth Alarm
- The Utah Kid
- River's End
- The Phantom of the West

#### 1931
- Ten Nights in a Bar-Room
- King of the Wild
- White Renegade
- Trapped
- The Last Ride

### Regista
- The Sanitarium - cortometraggio (1910)
- Rose o' My Heart - cortometraggio (1914)
- The Empty Sleeve - cortometraggio (1914)
- Caryl of the Mountains - cortometraggio (1914))
- The Sealed Package - cortometraggio (1914)
- The Ordeal - cortometraggio (1914)
- Nan's Victory - cortometraggio (1914)
- Life's Crucible - cortometraggio (1914)
- The Eugenic Girl - cortometraggio (1914)
- At the Risk of His Life - cortometraggio (1914)
- The Dream Girl - cortometraggio (1914)
- Playing with Fire - cortometraggio (1914)
- When His Ship Came In - cortometraggio (1914)
- The Butterfly's Wings - cortometraggio (1914)
- Unrest - cortometraggio (1914)
- The Abyss - cortometraggio (1914)
- The Test - cortometraggio (1914)
- The Old Letter - cortometraggio (1914)
- Lassoing a Lion - cortometraggio (1915)
- Further Adventures of Sammy Orpheus - cortometraggio (1915)
- His Fighting Blood - cortometraggio (1915)
- The Primitive Way - cortometraggio (1915)
- Just Like a Woman - cortometraggio (1915)
- The Red Blood of Courage - cortometraggio (1915)
- The Missing Ruby - cortometraggio (1915)
- The Guardian's Dilemma - cortometraggio (1915)
- The Fork in the Road - cortometraggio (1915)
- Aunt Mary - cortometraggio (1915)
- The Jungle Stockade - cortometraggio (1915)
- The Great Experiment - cortometraggio (1915)
- The Tyrant of the Veldt - cortometraggio (1915)
- The Lion's Mate - cortometraggio (1915)
- Love Finds a Way - cortometraggio (1915)
- The Two Natures Within Him - cortometraggio (1915)
- The Jaguar Trap - cortometraggio (1915)
- How Callahan Cleaned Up Little Hell - cortometraggio (1915)
- The Girl and the Reporter - cortometraggio (1915)
- The Octopus - cortometraggio (1915)
- The Heart of Paro - cortometraggio (1915)
- In the King's Service - cortometraggio (1915)
- The Blood Seedling - cortometraggio (1915)
- A Sultana of the Desert - cortometraggio (1915)
- In Leopard Land - cortometraggio (1915)
- The Vengeance of Rannah - cortometraggio (1915)
- Young Love - cortometraggio (1915)
- A Jungle Revenge - cortometraggio (1915)
- Orders - cortometraggio (1915)
- The Baby and the Leopard - cortometraggio (1915)
- Toll of the Jungle - cortometraggio (1916)
- An Elephant's Gratitude - cortometraggio (1916)
- The Private Banker - cortometraggio (1916)